# Volver – Zurückkehren
Volver – Zurückkehren ist ein tragikomischer Spielfilm des spanischen Regisseurs Pedro Almodóvar. Er beruht auf einem Originaldrehbuch Almodóvars und wurde vom Filmstudio El Deseo S.A. produziert. Der Film startete am 17. März 2006 in den spanischen Kinos, der deutsche Kinostart war am 3. August 2006.

## Handlung
Während ihr Ehemann Paco arbeitslos zu Hause auf der Couch sitzt, sorgt die attraktive Raimunda mit verschiedenen Jobs für das spärliche Auskommen der kleinen Familie. So nimmt die Mutter der 14-jährigen Paula neben ihrer Arbeit als Putzfrau auf dem Madrider Flughafen zusätzliche Nebenjobs an. Als sie eines Tages von der Arbeit nach Hause kommt, findet Raimunda ihre Tochter verstört vor. Paula führt ihre Mutter in die Küche, in der Paco erstochen auf dem Boden liegt. Der betrunkene Ehemann hatte sich Paula sexuell genähert, die daraufhin mit dem Messer zustach.
Während Raimunda die Spuren der von ihrer Tochter in Notwehr begangenen Tat beseitigt, erhält sie einen Anruf ihrer älteren Schwester Sole, die ihr mitteilt, dass ihre geliebte Tante Paula, nach der Raimunda ihre eigene Tochter benannt hat, gestorben ist. Da Raimunda aber den Tod ihres Mannes vertuschen muss, bleibt ihr keine Zeit, mit zur Beerdigung der Tante nach La Mancha zu reisen, sie sagt daher Sole mit einer fadenscheinigen Begründung ab.
Das Heimatdorf der beiden Schwestern in Zentral-Spanien wird von einem tückischen Ostwind heimgesucht. Dieser soll die hohe Anzahl an Geisteskranken ebenso verschulden wie die Flächenbrände im Sommer, bei denen Raimundas und Soles Eltern wenige Jahre zuvor den Tod fanden. Sole wird während der Trauerfeier in Gerüchte eingeweiht, die sich die abergläubischen Frauen im Dorf erzählen. Unter diesen befindet sich auch die mit der Familie befreundete Agustina, deren Mutter seit dem Feuertod von Soles und Raimundas Eltern vermisst wird. Angeblich soll Soles verstorbene Mutter Irene von den Toten auferstanden sein und die kranke und verwirrte Tante Paula die letzten Jahre über gepflegt haben.
Als Sole nach Madrid zurückkehrt und ihren Wagen vor ihrem Zuhause abstellt, vernimmt sie plötzlich Geräusche aus dem Kofferraum. Eine Stimme, die darauf beharrt, ihre verstorbene Mutter zu sein, bittet sie, den Kofferraum zu öffnen, um sie zu befreien. Als sie dies tut, steht die tot geglaubte Mutter Irene vor ihr. In ihrer Wohnung angekommen, fragt Sole ihre Mutter, wie lange sie zu bleiben gedenke; Irene antwortet daraufhin, so lange wie Gott es wolle. So lebt Sole von nun an mit ihrer Mutter zusammen und lässt diese in ihrem häuslichen illegalen Friseurbetrieb arbeiten. Irene, die auch für andere Menschen sichtbar ist, wird den Kunden als russische Obdachlose vorgestellt, die Sole aus Mitleid aufgenommen habe. Die Mutter selbst wechselt mit den Kundinnen kein Wort, sondern wäscht diesen nur die Haare.
Sole verheimlicht Raimunda die Rückkehr ihrer Mutter. Raimunda wiederum hat erfolgreich die Tötung vertuschen können und täuscht ihrer Umgebung vor, von ihrem Ehemann verlassen worden zu sein. Tatsächlich aber hat Raimunda Pacos Leichnam in einer Tiefkühltruhe eines benachbarten Restaurants versteckt, welches geschlossen ist, da der befreundete Inhaber es verkaufen will. Sie nimmt das Restaurant ohne Wissen des Inhabers wieder in Betrieb und macht damit tatsächlich Gewinn, als eine Filmcrew bewirtet werden will. Schließlich gelingt es Raimunda auch, sich der Leiche ihres Mannes zu entledigen: Mit Hilfe einer Freundin transportiert sie die Kühltruhe mit Pacos Leichnam an einen abgelegenen Ort am Fluss Júcar in La Mancha. Dort heben die beiden Frauen eine Grube aus, in der sie die Kühltruhe mit der Leiche vergraben.
Nachdem Raimunda entdeckt hat, dass die angebliche Russin, die in Soles Friseurbetrieb aushilft, ihre totgeglaubte Mutter ist, kommt es nach Intervention Paulas, der sich ihre Großmutter schon vorher offenbart hatte, endlich zum Gespräch zwischen Mutter und Tochter. Dabei erfährt der Zuschauer, dass Irenes Mann ihre gemeinsame Tochter Raimunda einst missbraucht hatte und nicht nur der Großvater, sondern zugleich der Vater von Raimundas Tochter Paula ist. Aus Verbitterung darüber, dass Irene damals von dem Missbrauch nichts geahnt hatte, brach Raimunda mit ihrer Mutter. Als Irene schließlich doch davon erfahren hatte, beschloss sie, ihren Mann zu bestrafen. Sie legte Feuer an die Waldhütte, in der sich dieser zusammen mit seiner Geliebten, Agustinas Mutter, aufhielt. Die beiden wurden im Schlaf vom Feuer überrascht und kamen bei dem Brand ums Leben. Nach der Tat versteckte sich Irene einige Zeit im Wald, beschloss dann aber, für ihre Schwester Paula zu sorgen und in deren Haus versteckt zu leben. Die Leiche von Agustinas Mutter wurde für Irene gehalten, so dass Irene als tot galt, Agustinas Mutter hingegen galt seit jenem Tag als vermisst.
Der Film endet damit, dass Irene und Raimunda sich nach ihrem Gespräch schließlich versöhnen. Da Irene aber weiterhin versteckt leben muss, um nicht für den Tod ihres Mannes und Agustinas Mutter belangt zu werden, beschließt sie, zu Agustina ins Haus zu ziehen und die schwer an Krebs Erkrankte zu pflegen. Raimunda hingegen will das Restaurant nun offiziell weiter betreiben.

## Entstehungsgeschichte
Volver (dt.: „zurückkehren“, „etwas wieder tun“) basiert auf einem Original-Drehbuch von Pedro Almodóvar, der die Geschichte in der Region von La Mancha ansiedelte, in der der Filmemacher seine Kindheit verbrachte. Für die Produktion seines 16. Spielfilms konnte Almodóvar auf seinen gewohnten Kameramann und Filmkomponisten zurückgreifen. José Luis Alcaine war für die Bilder von Almodóvars letztem Film La Mala Educación – Schlechte Erziehung (2003) zuständig, Komponist Alberto Iglesias hatte für Alles über meine Mutter (1999) und Sprich mit ihr (2002) die Filmmusik geschrieben. Für die Produktion zeigte sich Esther García Rodríguez verantwortlich, die seit Matador (1986) an zehn Produktionen Almodóvars beteiligt gewesen war.
Die Dreharbeiten für Volver – Zurückkehren fanden vom 26. Juli bis 17. Oktober 2005 an Original-Schauplätzen statt, darunter die spanische Hauptstadt Madrid und die nur etwa 25 Kilometer vom Geburtsort Almodovars entfernte Kleinstadt Almagro in der Provinz Ciudad Real in Kastilien-La Mancha. Für die Hauptrollen wurden Penélope Cruz, Carmen Maura und Lola Dueñas verpflichtet. Penélope Cruz hatte im Jahr 1997 in Almodóvars Live Flesh – Mit Haut und Haar zum ersten Mal mit dem Regisseur zusammengearbeitet, der ihr zwei Jahre später durch die Rolle der AIDS-kranken Nonne María Rosa in Alles über meine Mutter zu internationaler Bekanntheit verholfen hatte. Carmen Maura hatte seit ihrem ersten Spielfilm Pepi, Luci, Bom und der Rest der Bande (Pepi, Luci, Bom y otras chicas del montón) (1980) mit Pedro Almodóvar zusammengearbeitet und 1988 mit der Hauptrolle der Pepa in seiner Tragikomödie Frauen am Rande des Nervenzusammenbruchs das Lob der internationalen Kritiker erhalten. Lola Dueñas hatte eine Nebenrolle in Sprich mit ihr (2002), die Darstellerin der Tante Paula, Chus Lampreave, bekleidete zahlreiche Rollen seit Entre tinieblas (1983).

## Rezeption

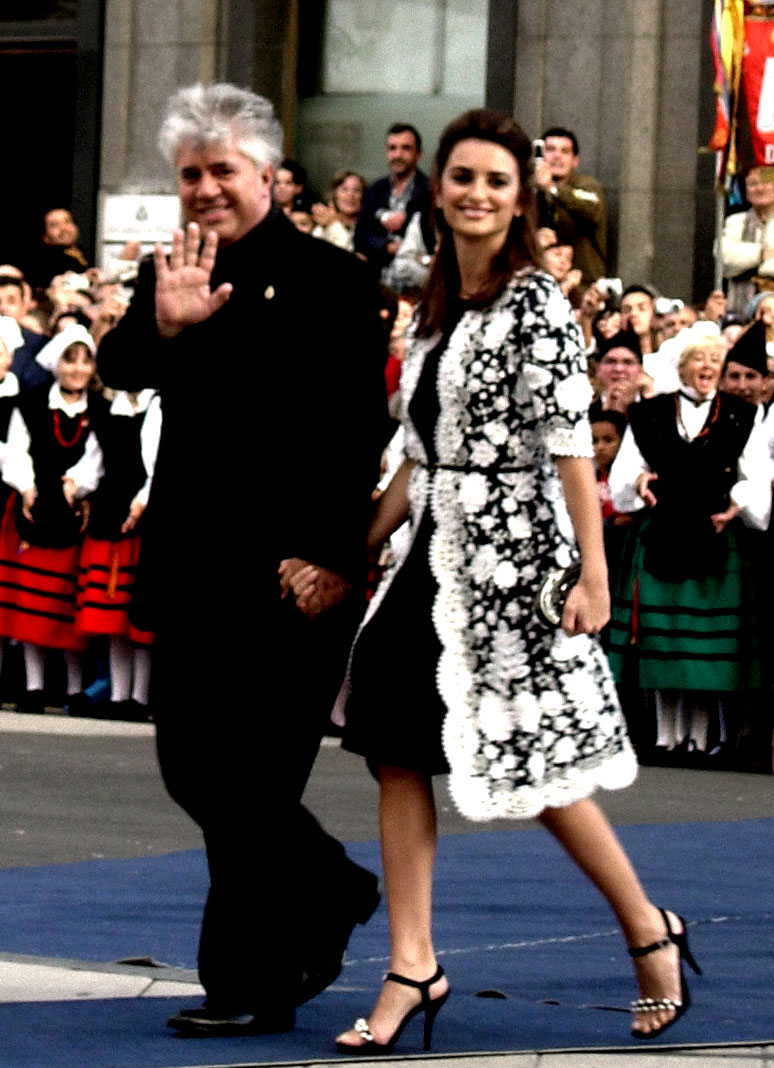
Pedro Almodóvar und Penélope Cruz

Der Film feierte seine Premiere am 10. März 2006 in Puertollano, Kastilien-La Mancha, und startete eine Woche später, am 17. März, mit großem Erfolg in den spanischen Kinos. Am 19. Mai 2006 lief Volver – Zurückkehren im Wettbewerb der Filmfestspiele von Cannes, wo er die Gunst der Kritiker errang. Gelobt wurde die heitere Inszenierung Almodóvars, mit der er an frühere Werke wie Womit hab’ ich das verdient? (1984) oder Frauen am Rande des Nervenzusammenbruchs (1987) anknüpfe. Ebenfalls im Fokus der Kritiker standen die Leistungen des Darstellerensembles. Besonders herausgehoben aus der Riege der Schauspieler wurde Hauptdarstellerin Penélope Cruz, deren Spiel mit so renommierten Aktricen wie Sophia Loren oder Anna Magnani verglichen wurde. Pedro Almodóvar sprach davon, dass Volver – Zurückkehren die innigste Rückkehr zu seinem Ursprung darstelle. „Es ist das Thema, das mich berührt. Ich fühlte etwas wirklich besonderes, eine Art Versöhnung mit meinen Wurzeln. Ich wurde in La Mancha geboren, ich lebte in Madrid, ich reiste sehr viel, aber dieser Film versöhnt mich vor allem mit meiner Jugend ... In Volver spreche ich von den Frauen rings um mich herum, als ich ein Kind war. Ich wurde von Frauen erzogen, die Männer, die ich praktisch nie sah, waren in den Feldern. Volver erzählt von der Art, wie ich aufwuchs und diesen Frauen zuhörte.“
Negative Stimmen merkten an, dass Almodóvar nach Themen wie Gier, Mord, Krebstod und tödlicher Eifersucht versäumt hätte, ein weiteres großes Sujet in seinem neuesten Film aufzugreifen. Die Lebens- und Menschenfreundlichkeit, mit der er seine Figuren in Volver – Zurückkehren umgebe, wirke schal, so Wolfgang Höbel in seiner Online-Kritik für den Spiegel. 
Der Film startete am 3. August 2006 in den deutschen Kinos. In den USA, wo der Film am 20. Oktober 2006 im Verleih von Sony Pictures Classics unter dem englischen Titel Return in ausgewählten Kinos veröffentlicht wurde, erhielt Volver von der Motion Picture Association of America (MPAA) eine „R“-Bewertung. Dies hat zur Folge, dass Jugendliche unter 17 Jahren nur in Begleitung eines Elternteils oder Erwachsenen den Film anschauen können. Im deutschen Free-TV wurde der Film erstmals am 25. Juni 2009 um 22.45 Uhr in der ARD ausgestrahlt.

## Kritiken
„Sein Wettbewerbsbeitrag Volver ... ist trotz einiger Unwahrscheinlichkeiten dieser Geistergeschichte klar aufgebaut, geradeaus erzählt und wahrscheinlich der zugänglichste Film des Spaniers bisher, ein Film, über den niemand streiten mag.“

„Es ist der eine Film des Spaniers, den nicht zu mögen unmöglich ist, ein Publikumsschmeichler par excellence mit gebräunten Schönheiten, dunklen Geheimnissen und schwarzem Humor ... Volver ist ein erster Anflug von Alterswerk, befreit von modischen Schrillheiten, ein zeitloser Film.“

„Wie der spanische Titel sagt, ist Volver eine Rückkehr, in vielerlei Hinsicht. Etwa zu Pedro Almodóvars Heimatdorf in der Region La Mancha, wo er den Frauen seiner Kindheit ein filmisches Denkmal setzt, ihrer Lebensklugheit, ihrer Solidarität und halb heidnischen Spiritualität. Es ist auch eine Rückkehr zu der schlichten, direkten Ästhetik der frühen Almodóvar-Filme, als nicht jedes Motiv gespiegelt, nicht jede Einstellung stilisiert und die Tapete noch nicht mit dem Kleid der Heldin abgestimmt war.“

„Und schließlich kehrt Filmemacher Almodóvar zurück in seine Heimatregion La Mancha, wo der steife Ostwind desaströse Brände auslöst, aber mit der gleichen Kraft die Erinnerung entfacht. Nichts vergeht, alles kehrt wieder. Und so verarbeitet der Regisseur in seinem vielleicht persönlichsten Werk sowohl die einst gefühlte Bedrohung durchs Patriarchat als auch die Geborgenheit, die er bei den Frauen seiner Kindheit fand. Man darf es auch so formulieren: Almodóvar hat einen wunderbar männerfeindlichen Film gedreht.“

## Auszeichnungen
Bei den 59. Internationalen Filmfestspielen von Cannes war Pedro Almodóvar mit Volver – Zurückkehren zum zweiten Mal nach 1999 im Wettbewerb vertreten. Sieben Jahre zuvor war der Spanier für Alles über meine Mutter mit dem Regiepreis und dem Preis der Ökumenischen Jury ausgezeichnet worden. 2006 konkurrierte die spanische Produktion unter anderem mit Werken Alejandro González Iñárritus (Babel), Aki Kaurismäkis (Lichter der Vorstadt) und Nanni Morettis (Der Italiener) um die Goldene Palme für den Besten Film, musste sich jedoch Ken Loachs The Wind That Shakes the Barley geschlagen geben. Mit Penélope Cruz, Carmen Maura, Lola Dueñas, Yohana Cobo, Chus Lampreave und Blanca Portillo erhielt das weibliche Schauspielensemble gemeinsam den Preis als beste Darstellerin. Pedro Almodóvar erhielt den Preis für das Beste Drehbuch. Die Jury der Evangelischen Filmarbeit kürte "Volver" zum Film des Monats August 2006. 
Ferner wurde der Film mit vier Europäischen Filmpreisen ausgezeichnet, darunter Regisseur Almodóvar und Penélope Cruz als Beste Darstellerin. Bei der Verleihung der Golden Globe Awards 2007 erhielt der Film zwei Nominierungen, während sich bei den Oscars Hauptdarstellerin Penélope Cruz der favorisierten britischen Schauspielerin Helen Mirren (Die Queen) geschlagen geben musste.
| Oscar 2007 - Nominiert in der Kategorie Beste Hauptdarstellerin (Penélope Cruz) British Academy Film Awards 2007 - Nominiert in den Kategorien - Bester nicht-englischsprachiger Film - Beste Hauptdarstellerin (Penélope Cruz) Goya 2007 - Bester Film - Beste Regie - Beste Hauptdarstellerin (Penélope Cruz) - Beste Nebendarstellerin (Carmen Maura) - Beste Filmmusik - Nominiert in den Kategorien - Beste Nebendarstellerin (Lola Dueñas) - Beste Nebendarstellerin (Blanca Portillo) - Bestes Originaldrehbuch - Beste Kamera - Beste Kostüme - Bests Maske - Beste Spezialeffekte - Bestes Szenenbild - Bester Ton Europäischer Filmpreis 2006 - Beste Regie - Beste Darstellerin (Penélope Cruz) - Beste Filmmusik - Beste Kamera - Jameson-Publikumspreis – Bester Film - Nominiert in den Kategorien - Bester Film - Bestes Drehbuch Golden Globe Awards 2007 - Nominiert in den Kategorien - Bester fremdsprachiger Film - Beste Hauptdarstellerin – Drama (Penélope Cruz) British Independent Film Awards 2006 - Nominiert als Bester ausländischer Independentfilm Broadcast Film Critics Association Awards 2007 - Nominiert in den Kategorien - Bester fremdsprachiger Film - Beste Hauptdarstellerin (Penélope Cruz) Internationale Filmfestspiele von Cannes 2006 - Beste Darstellerin (Penélope Cruz, Carmen Maura, Lola Dueñas, Blanca Portillo, Yohana Cobo und Chus Lampreave) - Bestes Drehbuch - Nominiert für die Goldene Palme als Bester Film Chicago Film Critics Association Awards 2006 - Nominiert in den Kategorien - Bester fremdsprachiger Film - Beste Hauptdarstellerin (Penélope Cruz) |  | César 2007 - Nominiert als Bester ausländischer Film Premios del Círculo de Escritores Cinematográficos 2007 - Nominiert in den Kategorien - Bester Film - Beste Regie - Beste Hauptdarstellerin (Penélope Cruz) - Beste Nebendarstellerin (Lola Dueñas) - Beste Nebendarstellerin (Carmen Maura) - Beste Nebendarstellerin (Blanca Portillo) - Bestes Original-Drehbuch - Beste Filmmusik - Beste Kamera - Bester Schnitt Fotogramas de Plata 2007 - Nominiert in den Kategorien - Beste Filmdarstellerin (Penélope Cruz) - Beste Filmdarstellerin (Lola Dueñas) - Beste Filmdarstellerin (Carmen Maura) London Critics Circle Film Awards 2007 - Nominiert in den Kategorien - Bester Film des Jahres - Beste Regie - Beste Darstellerin (Penélope Cruz) Los Angeles Film Critics Association Awards 2006 - 2. Platz in der Kategorie Beste Hauptdarstellerin (Penélope Cruz) National Board of Review 2006 - Bester fremdsprachiger Film New York Film Critics Circle Awards 2006 - 2. Platz in der Kategorie Bester ausländischer Film Online Film Critics Society Awards 2007 - Nominiert in den Kategorien - Bester ausländischer Film - Beste Hauptdarstellerin (Penélope Cruz) San Sebastián International Film Festival 2006 - Grand Prix de la FIPRESCI als Film des Jahres Satellite Awards 2006 - Bester fremdsprachiger Film - Nominiert in den Kategorien - Beste Regie - Beste Hauptdarstellerin – Drama (Penélope Cruz) - Bestes Original-Drehbuch Screen Actors Guild Awards 2007 - Nominiert in der Kategorie Beste Hauptdarstellerin (Penélope Cruz) Syndicat Français de la Critique de Cinéma et des Films de Télévision 2007 - Bester ausländischer Film Vancouver Film Critics Circle 2007 - Bester fremdsprachiger Film Valdivia International Film Festival 2006 - Publikumspreis |